# Yaaltz'Unun
Yaaltz'Unun är en ort i Mexiko.   Den ligger i kommunen Chamula och delstaten Chiapas, i den sydöstra delen av landet, 700 km öster om huvudstaden Mexico City. Yaaltz'Unun ligger 2 263 meter över havet och antalet invånare är 705.
Terrängen runt Yaaltz'Unun är kuperad österut, men västerut är den bergig. Runt Yaaltz'Unun är det ganska tätbefolkat, med 139 invånare per kvadratkilometer. Närmaste större samhälle är San Cristóbal de las Casas, 16,3 km sydost om Yaaltz'Unun. I omgivningarna runt Yaaltz'Unun växer huvudsakligen savannskog.